# Panaretella immaculata
Panaretella immaculata är en spindelart som beskrevs av Lawrence 1952. Panaretella immaculata ingår i släktet Panaretella och familjen jättekrabbspindlar. Inga underarter finns listade i Catalogue of Life.